# Resolutie 415 Veiligheidsraad Verenigde Naties
Resolutie 415 van de Veiligheidsraad van de Verenigde Naties werd aangenomen op 29 september 1977. Dertien leden van de Veiligheidsraad van de Verenigde Naties stemden voor de resolutie, de Sovjet-Unie onthield zich en de Volksrepubliek China nam niet deel aan de stemming.

## Achtergrond
In 1965 riep het blanke bestuur van de Britse kolonie Zuid-Rhodesië de onafhankelijkheid uit. Dit minderheidsregime werd door de VN illegaal verklaard en ook economische sancties opgelegd terwijl het VK verantwoordelijk werd gesteld om de zaak terug onder controle te krijgen.

## Inhoud
De Veiligheidsraad:
- Neemt nota van de brieven van het Verenigd Koninkrijk aan de voorzitter van de Veiligheidsraad.
- Neemt ook nota van de uitnodiging van het VK aan de secretaris-generaal om een vertegenwoordiger aan te duiden.
- Heeft de verklaring van Joshua Nkomo, medeleider van het Zimbabwaans Patriottisch Front, gehoord.

1. Vraagt de secretaris-generaal een vertegenwoordiger aan te stellen om met alle betrokkenen te praten over militaire regelingen die noodzakelijk worden geacht voor de overgang naar een meerderheidsregime in Zuid-Rhodesië.
2. Vraagt de Secretaris-Generaal verder hierover zo snel mogelijk te rapporteren.
3. Roept alle partijen op met de vertegenwoordiger samen te werken.

## Verwante resoluties
- Resolutie 409 Veiligheidsraad Verenigde Naties
- Resolutie 411 Veiligheidsraad Verenigde Naties
- Resolutie 423 Veiligheidsraad Verenigde Naties
- Resolutie 424 Veiligheidsraad Verenigde Naties

Lijst ·  403 ·  404 ·  405 ·  406 ·  407 ·  408 ·  409 ·  410 ·  411 ·  412 ·  413 ·  414 ·  415 ·  416 ·  417 ·  418 ·  419 ·  420 ·  421 ·  422